# دائرة صفرو
دائرة صفرو هي إحدى دوائر إقليم صفرو، التابع لجهة فاس مكناس، المملكة المغربية. تضم الدائرة 7 جماعات قروية، وبلغ عدد سكانها 58707 فرداً سنة 2004 حسب الإحصاء الرسمي للسكان والسكنى. يتبع للدائرة 15 مشيخة و127 دوار.

## التقسيمات الإداريّة
تعتبر دائرة صفرو إحدى الدوائر المشكّلة لإقليم صفرو، وهو التقسيم الإداري من المستوى الرابع المعتمد في المغرب. ينقسم إقليم صفرو إلى 18 جماعات قروية تختلف من حيث السكان والمساحة، والتي بدورها تنقسم إلى مشيخات تضم عدداً من الدواوير.